# Бруну Роза
Бруну Роза (порт. Bruno Rosa; нар. 14 лютого 1986) — колишній бразильський тенісист.
Найвищу одиночну позицію світового рейтингу — 402 місце досяг 20 лютого 2006, парну — 813 місце — 16 жовтня 2006 року.

## Титули ITF Ф'ючерс

### Одиночний розряд: (2)
| Ранг | Дата     | Турнір                      | Покриття | Суперник            | Рахунок          |
| ---- | -------- | --------------------------- | -------- | ------------------- | ---------------- |
| 1.   | Тра 2005 | Бразилія F4, Пірасікаба     | Ґрунт    | Лукас Енжіл         | 5–7, 7–6(6), 6–3 |
| 2.   | Вер 2005 | Бразилія F10, Флоріанополіс | Ґрунт    | Рожеріу Дутра Сілва | 2–6, 6–3, 6–1    |